# Adrienne Gorska
Pour les articles homonymes, voir Gorska.
Adrienne Gorska, née le 12 septembre 1899 à Moscou et morte vers octobre 1969 à Beaulieu-sur-Mer (Alpes-maritimes), est une architecte d'origine polonaise, émigrée à Paris en 1919, membre de l'Union des artistes modernes.

## Débuts et formation
Fille de Bronislav Gorski et Marie Declaire, son épouse, Adrienne Gorska naît en 1899 à Moscou. Elle est la sœur de Tamara de Lempicka, future artiste peintre Art déco.
Elle fuit la Russie pour émigrer à Paris en 1919, avec sa famille. Elle souhaite, dans un premier temps, devenir ingénieure mais connaît les difficultés pour une femme d'intégrer cette formation au début des années 1920. Elle entre en 1922 à  l'École spéciale d'architecture de Paris, où elle est l'une des premières femmes en France à obtenir en 1924 le diplôme d'architecte.
Elle encourage sa sœur à poursuivre sa carrière de peintre et la pousse à poursuivre ses études artistiques à Paris.
Durant sa formation à l'Ecole spéciale d'architecture, Adrienne Gorska reçoit l'enseignement de Robert Mallet-Stevens dont elle reste proche et avec qui elle collabore à la suite de ses études. Elle fut également l'amie de l'architecte Eileen Gray.

## Carrière et réalisations
Dans les années qui suivent son diplôme, les réalisations d'Adrienne Gorska en tant qu’architecte ne sont pas connues jusqu'au début des années 1930.
L'une de ses premières réalisations est la décoration de l'appartement-atelier de la rue Méchain, à Paris, de sa sœur Tamara de Lempicka, en 1930. Déjà, vers 1928, elles travaillent ensemble au bénéfice de la demeure de Barbara Harrison à Rambouillet et dont Thérèse Bonnet réalise plusieurs clichés.
L'appartement de Tamara de Lempicka est l’œuvre de Robert Mallet-Stevens et Adrienne Gorska travaille sur ce projet avec la décoratrice Sarah Lipska. Elle y créé un ensemble de meubles conçus en verre et aluminium, dans le Style Art Déco mais évoquant déjà les lignes épurées du mouvement Moderne. Ses créations pour l'appartement de sa sœur seront rapidement remarquées par la critique. Les architectes Howard Robertson et Frank Yerbury déclarent, en 1930, dans la revue britannique The Architect and Building News déclarent que : « Certains peuvent penser que le mouvement moderne est dur, même brutal, et que ces attributs sont avant tout masculins. Mais nous avons des preuves, au travers d'une série d'aménagements intérieurs remarquables, que les femmes répondent également à l'expression de la modernité ».
Adrienne Gorska réalise ensuite, en 1931, un immeuble d'habitations à Neuilly, 3 rue Casimir-Pinel. Durant cette période, elle est remarquée par les membres de l'Union des artistes modernes, qu'elle rejoint en 1932 et participe à l'exposition du groupe au Pavillon de Marsan à Paris, la même année.
Adrienne Gorska rencontre l'architecte Pierre de Montaut dans l'agence parisienne Molinié et Nicod durant les années 1930. Ils réalisent ensemble de nombreux projets et se marient en 1939. Grâce à la rencontre décisive d'Adrienne Gorska et Reginald Ford, le propriétaire des salles de cinéma d'actualité, Cinéac, Gorska et de Montaut sont notamment réalisent plusieurs salles de cinémas à Paris et en Europe : le Cinéac Montparnasse, le Cinéac-Ternes, le Cinéac de la Madelaine, le Cinéac-Le soir à Bruxelles... À Nice, on fait appel à elle pour la transformation du cinéma en Actual Paris Palace, en juin 1936. À Neuilly-sur-Seine, elle conçoit un autre cinéma décrit par la revue La Construction moderne du 15 janvier 1939. Ces salles de cinéma sont conçues dans un style inspiré du mouvement moderne, utilisant le béton armé et des lignes audacieuses. Elles sont sobres, conçues dans un but fonctionnel et se caractérisent par leurs façades hautes et lumineuses.
Adrienne Gorska réalise le pavillon de la Pologne à l'Exposition de 1937 à Paris et participe avec Pierre de Montaut, Louis Poutu et Joseph Lajarrige à la reconstruction du grand magasin Aux Dames de France de Toulon, en 1950-1951, sous le nom moderne de Palais Paris-France. L'immeuble, mixte, comprend un grand magasin en rez-de-chaussée ainsi que des bureaux et logements aux étages.
Après la Seconde guerre mondiale et la mort de son mari, Adrienne Gorska continue de réaliser des cinémas, des garages ainsi que des villas fonctionnelles.
Elle meurt en 1969, à Beaulieu-sur-Mer[réf. nécessaire].